# Людвік Крживіцький
Людвік Йоахім Францішек Крживіцький (21 серпня 1859 року — 10 червня 1941 року) — польський марксистський антрополог, економіст і соціолог. Один із перших поборників соціології в Польщі, він підійшов до історичного матеріалізму з соціологічної точки зору. У 1919—1936 рр. — професор Варшавського університету .

## Життєпис
Людвік Крживіцький народився в Плоці 21 серпня 1859 року в аристократичній, але збіднілій родині. З раннього дитинства він виявляв інтерес до психології, філософії та природничих наук, вивчав праці Дарвіна, Тейна, Рібота і Конта .
Крживіцький вивчав математику у Варшавському університеті в Конгресі Польщі. Отримавши ступінь, він вступив на медичний факультет, але був виключений з університету через політичну діяльність. Виїхав за кордон, спочатку до Лейпцигу (Німеччина), потім до Цюріха (Швейцарія) і, нарешті, у 1885 р. До Парижу (Франція), де проживала більшість польських соціалістичних емігрантів у Європі. У Парижі він почав вивчати антропологію, археологію та етнологію .

## Внесок у науку
Крживіцький був одним із перших вчених, які досліджували литовські форти. Між 1900 і 1914 роками він проводив археологічні розкопки в Жамойті та інших місцях, фотографуючи та розкопуючи фортечні пагорби. У 1908 р. опублікував працю Żmudż starożytnia (Давня Жамойтія), в якій прагнув співвіднести знахідки з хроніками, де згадував замки та укріплення, які він досліджував. У тому ж році він опублікував статтю під назвою W poszukiwaniu grodu Mendoga, де розповідає, де знаходився замок короля Міндовга. Значну частину своїх знахідок Крживіцький подарував Музею культури в Каунасі, Литва, у 1939 році.
Одним з найважливіших його внесків була теорія міграції ідей, згідно з якою ідеї, що створюються і поширюються завдяки соціальним потребам і соціальним очікуванням, можуть «мігрувати» в інші місця або часи. Вони там приживуться та прискорять її соціально-економічний розвиток.

## Повернення до Польщі
Крживіцький повернувся до Конгресу Польщі в 1893 році і продовжив політичну діяльність.
Коли у другій половині травня 1898 р. італійська спіритуалістка Евзапія Палладіно відвідала Варшаву , вона провела принаймні два сеанси в квартирі Крживіцького.
Його багато разів заарештовували, зокрема, коли він брав участь у Революції 1905 року. У цей період він редагував газету Соціалістичної партії. Захистив докторську ступінь у Львові. До Першої світової війни він жив у великих труднощах, але коли почалася війна, знову опинився на передовій соціальної діяльності.
Крживіцький був одним із перекладачів на польську мову" Капітал " Карла Маркса.
Після Першої світової війни він відмовився від будь-якої політичної діяльності і зосередився на наукових дослідженнях. Він працював заступником директора Центрального статистичного управління, викладав у Варшавському університеті (1919–36) та інших вищих навчальних закладах, керував соціально-економічним інститутом.
Він був поранений під час оборони Варшави у вересні 1939 року, а бомба, яка зруйнувала його квартиру, спричинила втрату більшості його паперів та рукописів.
Він помер від хвороби серця в 1941 році.